# 1939 في البرتغال
فيما يلي قوائم الأحداث التي وقعت خلال عام 1939 في البرتغال.

## رياضة
- 26 يونيو – نهائي كأس البرتغال 1939 الفائز نادي أكاديميكا كويمبرا.

## مواليد

### فبراير
- 2 فبراير – جواو سيزار مونتيرو
- 6 فبراير – أوقستو سيلفا لاعب كرة قدم برتغالي.

### يوليو
- 15 يوليو – أنيبال كافاكو سيلفا
- 21 يوليو – ألبرتو فيستا لاعب كرة قدم برتغالي.

### سبتمبر
- 18 سبتمبر – جورجي سامبايو

### أكتوبر
- 5 أكتوبر – ماريو سيلفا درّاج طريق برتغالي.
- 18 أكتوبر – أنطونيو دا سيلفا مينديز لاعب كرة قدم برتغالي.

### ديسمبر
- 21 ديسمبر – كارلوس دو كارمو مغني برتغالي.

## وفيات

### مارس
- 27 مارس – أنطونيو كزافييه بيريرا كوتينو (مواليد 1851)